# Scopula furfurata
Scopula furfurata är en fjärilsart som beskrevs av W. Warren 1897. Scopula furfurata ingår i släktet Scopula och familjen mätare. Inga underarter finns listade.